# Акинфиев, Калистрат Петрович
Калистра́т Петро́вич Аки́нфиев (Аки́нфов) (XVII век) — дьяк Русского царства в правление Михаила Фёдоровича и Алексея Михайловича. 

## Биография
Ранняя биография неизвестна. Впервые упоминается в качестве подьячего, когда был отправлен в посольство в Крымское ханство вместе с Тимофеем Алсимовым (Ансимовым). С 1 июля 1634 года — дьяк Челобитного приказа, где прослужил до июля 1641 года. В марте 1637 года собирал в Челобитном приказе деньги на строительство новых городов. Одновременно с этим упоминается в Казачьем приказе в 1636/1637, 1638/1639 и в июле 1641 года. В 1635/1636—1637/1638 годах и в 1638/39 году — на Валуйке для посольской размены. В декабре 1637 года — дьяк в Осколе с князем Василием Петровичем Ахамашуковым-Черкасским. В 1638 году имел двор в Москве. В 1639/1640 годах — дьяк Сыскного приказа. С июля 1641 года 
по май 1643 года — дьяк в Казани. В 1643/1644 годы — дьяк Владимирского судного приказа. 5 февраля 1645 года упоминается как дьяк Челобитного приказа. 8 апреля 1645 года был на крымской посольской размене вместе с окольничим Степаном Матвеевичем Проестевым. Летом 1645 года занимался приведением к присяге новому царю Алексею Михайловичу жителей Тулы. В 1644/1645 — 1645/1646 одах — дьяк в Челобитном приказа. С мая 1646 года по апрель 1649 года — дьяк в Астрахани.